# Bătălia de la Stilo
Bătălia de la Stilo sau de la Cape Colonna s-a desfășurat în 13 sau 14 iulie 982 în apropiere de Crotone, în Calabria între forțele împăratului Otto al II-lea și aliații săi longobarzi și cele ale lui Abu al-Qasim emir de Sicilia. Unele surse arată că musulmanii ar fi beneficiat de sprijinul bizantinilor, ca revanșă a acestora pentru invadarea de către Otto a catepanatului de Italia (în speță, a Apuliei), însă acest lucru nu este confirmat. 
Al-Qasim, care declara "Războiul Sfânt" (djihad) împotriva germanilor, s-a retras atunci când a primit veste asupra neașteptatelor întăriri primite de împăratul Otto pe când se afla în apropiere de Rossano Calabro. Informat asupra unor vase musulmane în retragere, Otto și-a lăsat soția și copiii în oraș cu tezaurul imperial și a pornit în urmărirea adversarului. Când al-Qasim și-a dat seama că fuga sa nu are șanse de succes, și-a dispus armata pentru luptă la sud de Crotone, la Capul Colonna. După o violentă încleștare, un corp al cavaleriei grele germane a distrus centrul musulman, avansând către garda lui al-Qasim. Emirul a fost ucis, însă trupele sale nu au fost demoralizate de această pierdere: dimpotrivă, ele au reușit să încercuiască forțele germane, măcelărond pe mulți dintre imperiali. Potrivit cronicarului Ibn al-Athir, pierderile germanilor ar fi ajuns la peste 4.000 de oameni. Printre aceștia se numărau ducele Landulf al IV-lea de Benevento, episcopul Henric I de Augsburg, margraful Günther de Merseburg, abatele de Fulda și numeroși conți germani.
Înfrângerea l-a obligat pe Otto să se refugieze înspre nord, unde a ținut o adunare a principalilor potentați din nordul Italiei, la Verona. De acolo, el l-a trimis pe nepotul său, ducele Otto I de Suabia și Bavaria, înapoi în Germania pentru a aduce știrea înfrângerii, însă a murit pe drum. Știrea asupra bătăliei de la Stilo a ajuns până departe, chiar în Wessex, fapt care este semnificativ pentru proporțiile dezastrului suferit de creștini. Ducele Bernard I de Saxonia s-a îndreptat spre sud, pentru a participa la adunare, însă un atac al vikingilor din Danemarca l-a forțat să se întoarcă din drum. Pierderile saxonilor la Stilo au fost cele mai grele. În cadrul adunării, Otto a asigurat alegerea fiului său, Otto al III-lea ca rege al Italiei și implicit, succesor al său și a lansat apelul de trimitere de întăriri dinspre Germania. Împăratul s-a stins în anul imediat următor, înainte de a relua ofensiva în sudul Italiei.
Situația din sudul Italiei a fost serios zdruncinată ca urmare a bătăliei de la Stilo. Pe lângă Landulf al IV-lea, au murit în luptă și frații săi, principele Pandulf al II-lea de Salerno și Atenulf. Cu toate că trupele kalbizilor au fost nevoite să se retragă către Sicilia, sarazinii au continuat să fie o prezență amenințătoare în Italia, hărțuindu-i în mod constant atât pe bizantini, cât și pe longobarzi. Capua și Benevento, odată dispărut Landulf al IV-lea, au trecut în mâinile ramurii tinere a Landulfizilor, în vreme ce Salerno a fost preluat de către ducele Manso I, de Amalfi. 
În Germania, odată ajunsă vestea înfrângerii împăratului în rândul slavilor de pe Elba, aceștia s-au răsculat împotriva germanilor sub conducerea lui Mstivoj în marea revoltă cunoscută sub numele de Slawenaufstand, ceea ce a condus la amânarea germanizării și creștinării slavilor cu câteva decenii. 